# Городище (Переяслав-Хмельницький район)
Городище  — колишнє село у Бориспільському районі Київської області. Було затоплене Канівським водосховищем.

## З історії

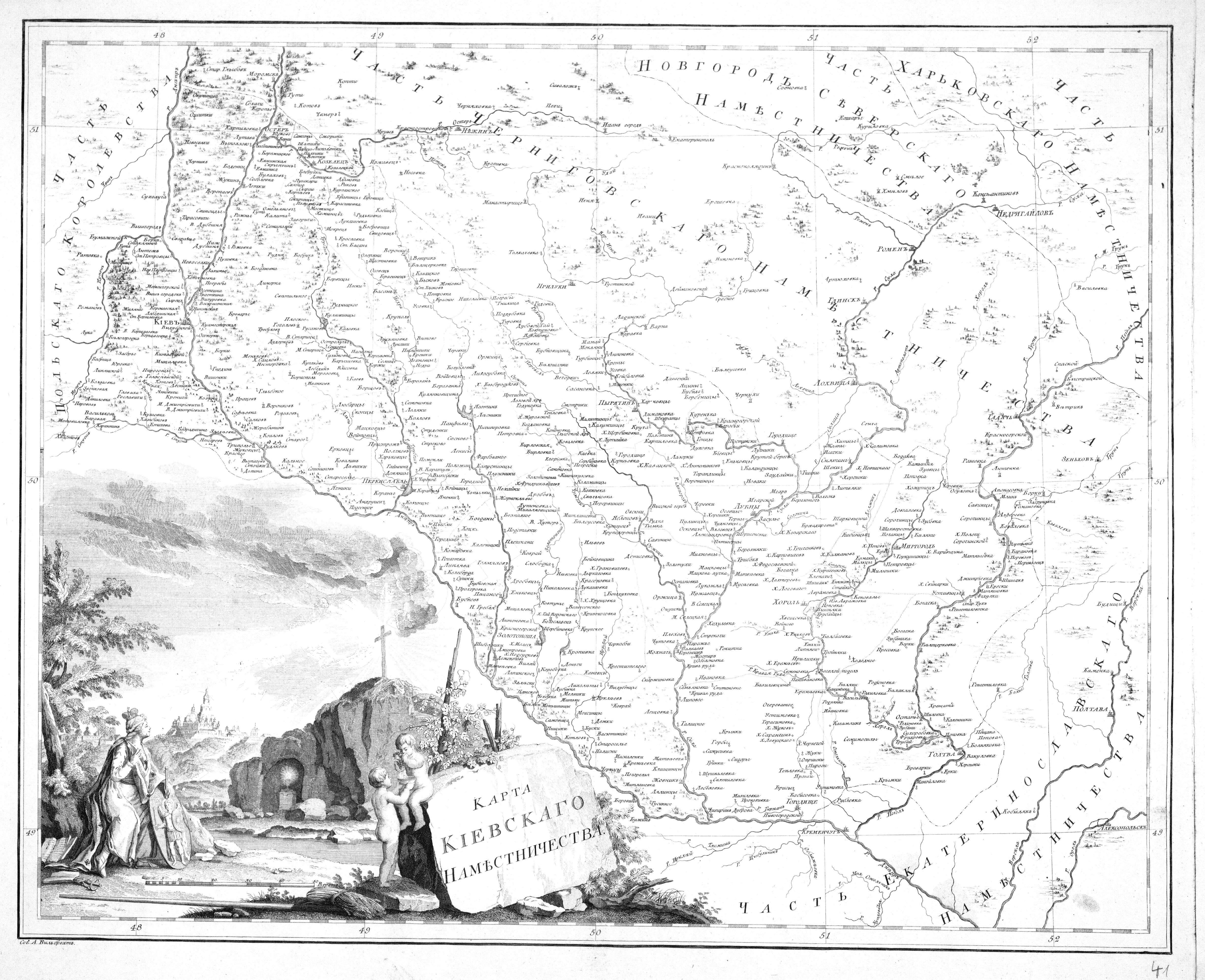
Карта Київського намісництва на якій також відображено Городище у складі Переяславського повіту, 1792 р.

За Гетьманщини Городище належало до Трахтемирівської сотні Переяславського полку.
За описом Київського намісництва 1781 року село відносилось до Переяславського повіту даного намісництва і у ній нараховувалось 38 хат виборних козаків, козаків підпомічників, посполитих, різночинських і козацьких підсусідків.
За книгою Київського намісництва 1787 року в Городищі проживало 443 душі. Було у володінні козаків і власника — графа Петра Олександровича Рум'янцева-Задунайського.
З ліквідацією Київського намісництва, село у складі Переяславського повіту перейшло до Полтавської губернії.
В 1930 році в Городищі проживало 788 чоловік.
У роки Голодомору, за книгою реєстрації смертей по Городищенській сільраді, у 1932 році в селі померло 47 жителів, а в 1933 році – 150. 
У лютому 1960 року сільські ради Городища, Комарівки і Хоцьок Переяслав Хмельницького району були об'єднані в одну  — Хоцьківську сільраду.
З грудня 1967 року село Городище Хоцьківської сільради Переяслав-Хмельницького району було в підпорядкування В'юнищенській сільраді Переяслав-Хмельницького району.
У грудні 1973-го року, за рішенням виконавчого комітету Київської обласної ради депутатів трудящих №628 «Про зміни в адміністративно-територіальному поділі деяких районів області» села В'юнище, Городище і Козинці В'юнищенської сільради Переяслав-Хмельницького району були виключені з облікових даних «у зв’язку з переселенням жителів». Дані села були затопленні водами Канівського водосховища. 